# 飓风埃里卡 (2003年)
飓风埃里卡（英語：Hurricane Erika）是2003年大西洋飓风季期间一场强度较弱的飓风，也是该季第8个热带低气压、第5场热带风暴和第3场飓风，于这年8月中旬吹袭墨西哥最东北部、德克萨斯州和塔毛利帕斯州边境附近地区。由于初步数据表明埃里卡在达到的最高风速为每小时115公里，因此美国国家飓风中心起初并没有在实际操作中将风暴归类为飓风。该机构之后对数据进行分析后认为，气旋已经达到萨菲尔-辛普森飓风等级下的一级飓风标准。系统源於一股不具备热带天气系统特征的低气压区，行进5天后于8月14日在墨西哥湾东部发展。受高气压天气系统影响，系统快速西进，并因外界环境有利而增强。8月16日，埃里卡以飓风强度登陆墨西哥东北部，然后在陆地上空迅速消散。
系统尚处扰动天气区时行经佛罗里达州，给当地带去倾盆大雨。德克萨斯州南部出现中等强度大风，风速为每小时80至95公里并伴有小雨，引起该州局部地区受到轻度风害。埃里卡给墨西哥东北部带去中等程度降水，引发泥石流和洪灾，洪水卷走了一辆汽车，导致车裡两人遇难。

## 气象历史
8月8日，百慕大以东约1850公里海域有一股弱锋面低气压区从锋面系统脱离。系统向西南方向移动，于8月9日从一片冷芯上层低气压下方经过，并在此期间产生对流。锋面低气压和上层低气压开始围绕共同的中心旋转，并一起转向西进，到8月11日时，锋面低气压已在百慕大以南约700公里洋面发展出低压槽。系统继续快速向西前进，大部分对流保持在上层低气压的中心附近，因此无法发展出闭合表面环流。8月13日，系统行进至巴哈马东北方向不远处时对流有大幅增长，导致上层低气压向下进入对流层中层，同时还发展出上层反气旋。
8月14日，系统在行进至佛罗里达州门罗县拉戈岛（Key Largo）以东洋面时发展出接近闭合的环流，但又因深层对流一直保持在中层中心上空以北而减弱。位于对流层中层的系统继续向西移动并穿越佛罗里达州。系统经过该州后，飓风猎人侦察机的观测结果表明其中存在层次结构模糊不清的对流，但风速已经超过热带风暴强度，美国国家飓风中心因此于8月14日晚将位于麥爾茲堡以西约135公里海域的系统归类为热带风暴并以“埃里卡”（Erika）命名。

飓风埃里卡在墨西哥东北部登陆的NEXRAD雷达图像

由于外流良好，而且风切变也很少，埃里卡的环流结构变得更加层次分明，风暴也相应增强。受美国中南部持续存在的高气压天气系统影响，风暴被迫以每小时40公里的速度迅速向正西略偏南方向移动。8月15日，对流组织成雨带，埃里卡的风速达到飓风标准，其中还发展出风眼。8月16日，埃里卡转向西南偏西，并在从塔毛利帕斯州博卡圣拉斐尔（Boca San Rafael）附近登陆墨西哥东北部前不往达到飓风强度，登陆点约在美墨边界以南70公里。风暴在东马德雷山脉上空急剧弱化，于8月17日清晨消散。系统的中层环流在穿越墨西哥期间基本保持完整，于8月18日进入加利福尼亚湾后又发展出热带扰动，该系统再于8月20日转向西北并减弱。
美国国家飓风中心在实际操作中并没有把埃里卡升级成飓风，风暴过去后，该机构根据雷达图像显示气旋中持续存在的眼状特征，以及气象雷达预估的每小时120公里表面风速将埃里卡升级成飓风。

## 防灾措施

2003年8月15日的飓风埃里卡

面对埃里卡的威胁，墨西哥湾西部的51座石油平台和3座石油钻井将工作人员撤离，导致原油日产量减少了8708桶，天然气日产量减少490万3000立方米。飓风登陆当天，整个墨西哥湾的原油产量还不满1979桶，只相当于正常情况下日均产量的0.12%；天然气产量则减少了91万立方米，占总产量的0.23个百分点。不过，由于风暴移动速度很快，其过境并没有对原油生产造成多大影响。
8月15日，风暴尚处墨西哥湾东部时，美国国家飓风中心向德克萨斯州布朗斯维尔到巴芬湾（Baffin Bay）之间地区发布飓风观察预警和热带风暴警告。该机构还建议塔毛利帕斯州索托拉马里纳（Soto la Marina）到美墨两国边境之间进入飓风观察预警状态。当天下午埃里卡出现强化后，塔毛利帕斯州的拉佩斯卡到德克萨斯州巴芬湾之间地区都已进入或推荐进入飓风警告生效状态，气旋前进方向略朝南面偏移后，德克萨斯州南部的热带气旋警告予以取消。气象机构起初预测埃里卡会在布朗斯维尔附近登陆，其行进速度之快，令德克萨斯州南部居民颇感措手不及，该地区1个月前刚因飓风克劳德特而受到近1.8亿美元的损失。许多居民和企业主都因风暴而将窗户用木板钉死。墨西哥东北部有约1万人为躲避洪灾的威胁而疏散，其中单马塔莫罗斯就有2000人。

## 影响

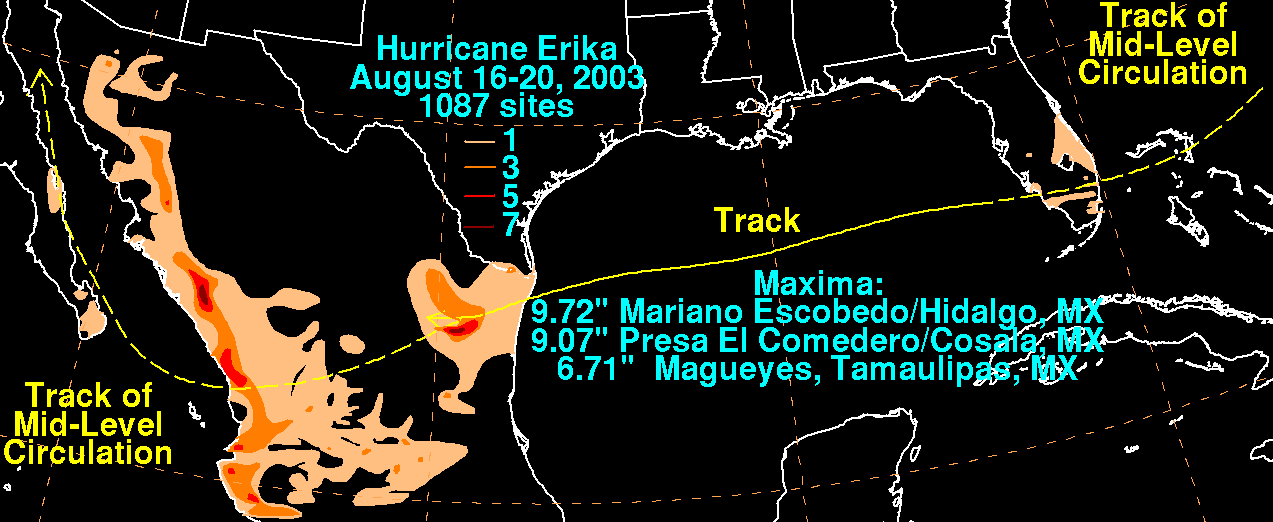
埃里卡的降水分布，颜色越深的部分降雨量越高，黄色线条代表中层环流的移动路线。

气象机构一度对埃里卡的扰动天气前身寄予厚望，希望能给持续干旱的巴哈马带去急需的降水。行经佛罗里达州期间，扰动天气给印第安河县在内的多个地区带去倾盆大雨，还产生了1.8至2.4米的中浪和中等强度阵风。
德克萨斯州南部普降小雨，其中降雨量最高的是尤瓦尔迪县小镇萨比纳尔（Sabinal），不过其它大部分地区测得的降水都不到50毫米。此外，据气象雷达估算，凯内迪县和布鲁克斯县局部地区的累计降雨量达到100至150毫米。埃里克在德克萨斯州南部产生的持续风速以布朗斯维尔最高，为每小时62公里，阵风时速则达到75公里。向北直至科珀斯克里斯蒂都出现了强烈的海浪。南帕诸岛（South Padre Island）沿岸因风暴导致轻度洪灾和海滩侵蚀。德克萨斯州南部局部地区因时速达95公里的强烈阵风而受到轻度风害，南帕诸岛有一家商户的屋顶受损。布朗斯维尔有一棵大树被连根拔起，还有多棵小型和中型树木的树枝受损。整个德克萨斯州一共因这场风暴而遭受了价值约1万美元（2003年美元，相当于2025年的1.66萬美元）破坏。
墨西哥境内受飓风埃里卡影响的主要是塔毛利帕斯州和新莱昂州，不过科阿韦拉州也有受到影响。降雨量最高的是塔毛利帕斯州庞塞的马格耶斯（Magueyes），达到170.5毫米。另外还有多地记录下超过76毫米降水，例如普列托峰降雨量为102毫米，是新莱昂州降水最多的地方，蒙特雷出现86.8毫米降水，当地还有30人受伤。恰帕斯州的圣费尔南多（San Fernando）是墨西哥持续风速最高的所在，为每小时65公里，阵风时速则有105公里。暴雨引发严重洪灾和泥石流，墨西哥东北部有多条公路阻塞。马塔莫罗斯有部分房屋的屋顶和多辆汽车因风暴受损。中等强度大风折断了许多树枝，还令道路上到处都是瓦砾，不过当地人认为风暴的强度和影响很小。新莱昂州的蒙特莫雷洛斯（Montemorelos）有两人试图驾驶卡车通过一座已部分被淹的桥梁，但均因车被洪水卷走而遇难。整个墨西哥共有2万人因埃里卡而失去电力供应，风暴的残余环流还给墨西哥西部和下加利福尼亚带去大量降水。